# Der Liebesbrief (1999)
Der Liebesbrief (Originaltitel: The Love Letter) ist ein US-amerikanischer Liebesfilm aus dem Jahr 1999 von Peter Chan.

## Inhalt
Sommer in einem verschlafenen Städtchen in Neuengland. Die Besitzerin eines kleinen Buchladens Helen MacFarquhar findet in einer Ritze in einem Sofa in ihrem Geschäft einen Liebesbrief; jedoch ohne den Namen des Absenders und des Empfängers. Helen ist fasziniert von den Worten des Briefes. Sie glaubt der Brief sei an sie adressiert, da er schließlich auf der Couch ihres Geschäfts lag. Der poetisch geschriebene Brief setzt Gefühle in Helen frei und sie verliebt sich in ihre junge Aushilfe, den 20-jährigen Student Johnny, da sie denkt, der Brief stamme von ihm. Johnny hingegen, der den Brief kurze Zeit später in Helens Haus heimlich liest, denkt, der Brief sei von Helen an ihn adressiert. Daraufhin beginnen die beiden eine intime Liebesaffäre. Zur gleichen Zeit wird Helen auch von George Matthias, dem örtlichen Feuerwehrmann, umschwärmt. George ist seit Jahren in Helen verliebt und zeigt ihr auch offen seine Gefühle. Helen ist sich jedoch ihrer Gefühle nicht sicher und trifft sich auch weiterhin mit Johnny.
Nach einigen Wochen melden sich Helens Mutter Lillian und ihre Großmutter für einen Besuch an. Zur gleichen Zeit finden im Ort immer mehr Menschen den Liebesbrief, welcher bei den Lesern ebenfalls lang verloren geglaubte Gefühle wieder freisetzt (so zum Beispiel beim örtlichen Polizeikommissar oder bei Janet, Helens Angestellter).  
Als Helens Mutter und ihre Großmutter im Ort angekommen sind, offenbart Lillian (Helens Mutter) ihrer Tochter, dass sie lesbisch sei und fortan mit Miss Scattergoods zusammenleben wird. Helen akzeptiert die Entscheidung ihrer Mutter und freut sich über deren Offenheit. Kurze Zeit später trifft sich Helen mit Johnny, um über ihre Beziehung zu reden. Hierbei wird klar, dass der Brief weder von Helen noch von Johnny stammt. Helen ist sich daraufhin ihrer Gefühle unsicher und weiß nicht, wie ihre Beziehung zu Johnny weitergehen soll. 
Auf einem Gartenfest treffen sich George und Helen wieder. George teilt Helen mit, dass er nach New York ziehen wird. Daraufhin fragt sie George, wo sie ihn erreichen könne. Er erklärt ihr, dass er ihr eine Postkarte senden wird. Zur gleichen Zeit sitzen Lillian und Miss Scattergoods in einem Schlafzimmer zusammen und reden. Miss Scattergoods liest einige Zeilen aus dem von Helen gefundenen Liebesbrief vor, worauf sie Lillian sagt, dass der Brief von ihr stamme und sie ihn vor vielen Jahren für sie geschrieben habe, um ihr ihre intensive Liebe zu zeigen.
Es bleibt offen, für welchen Mann sich Helen entscheidet.

## Kritik
„Die unverhohlen altmodische Idee des Films findet erst in der liebevollen und detailreichen Inszenierung zu einer spielerischen Eleganz, deren generationsverbindende Lebensfreude geradezu ansteckend wirkt.“

„Leider kommt die ganze Story derart brav daher, dass sie auf Dauer eher langweilt als unterhält. Außerdem hat sie abgesehen von Miss Spielberg und Tom Selleck als freundlicher Feuerwehrmann nicht gerade die attraktivste Schauspielcrew zu bieten. Regisseur Peter Chan verschenkt hier viele gute und witzige Ansätze.“

## Hintergrund
- Bei einem geschätzten Produktionsbudget von 20 Mio. US-Dollar konnte der Film lediglich 8,3 Mio. US-Dollar wieder einspielen.[3]
- Gedreht wurde in verschiedenen Städten im US-Bundesstaat Massachusetts[4]